# Baoshan-Tempel
Der Baoshan-Tempel (chinesisch 宝善寺, Pinyin Bǎoshàn sì) oder Tempel von Balaqirude bzw. Balaqirude-Tempel (巴拉奇如德庙,  Bālāqírúdé miào) im Gaqaa Dalanhua des Sums Balaqirude im Süden des Ar-Horqin-Banners in der Inneren Mongolei, Volksrepublik China, ist ein buddhistischer Tempel aus der Zeit der Kangxi-Ära der Qing-Dynastie. Er wurde 1689 erbaut. Von seinen ursprünglich acht großen Hallen sind heute noch zwei erhalten.
Der Baoshan-Tempel (Baoshan si) steht seit 2006 auf der Liste der Denkmäler der Volksrepublik China (6-496).